# Saint-Romain-de-Benet
Pour les articles homonymes, voir Saint-Romain.
Saint-Romain-de-Benet (prononcé [sɛ̃.ʁɔ.mɛ̃.də.bə.nɛ]) est une commune du Sud-Ouest de la France, située dans le département de la Charente-Maritime en région Nouvelle-Aquitaine. Ses habitants sont appelés les Saint-Rominois et les Saint-Rominoises.
Localisée dans la frange continentale de la côte de Beauté, en marge des grandes campagnes agricoles et viticoles de la Saintonge, cette petite cité dynamique appartient au bassin de vie de Saujon et selon l'Insee, à l'aire d'attraction de Royan.
La modernisation des infrastructures routières, matérialisée par une voie rapide (N150) ouverte en 2008, a permis de raccourcir sensiblement les trajets domicile-travail et de faciliter l'accès aux deux grandes agglomérations des environs, Royan et Saintes. Le phénomène de rurbanisation, qui fait que de nombreux citadins, à la recherche d'une plus grande qualité de vie, partent s'installer en périphérie des villes moyennes, pour trouver de l'espace et qualité de vie, ce qui explique la croissance démographique importante de cette commune, passée de 1 374 habitants en 1999 à 1 760 habitants en 2020.
Autrefois modeste commune rurale, Saint-Romain-de-Benet peut désormais être vue comme une des nombreuses petites cités-relais qui jalonnent le département, exerçant une certaine influence sur les environs proches du fait du maintien, voire de la création, de commerces et de services de proximité. La cité conserve un patrimoine parfois méconnu : sa vaste église romane, dont la silhouette caractéristique domine les environs, en étant un élément indissociable, de même que la tour de Pirelonge, ancien fanal gallo-romain. Le hameau du même nom abrite un musée des alambics et des champs de lavande.
Saint-Romain-de-Benet appartient à la Communauté d'agglomération Royan Atlantique depuis le 1er janvier 2013, structure intercommunale rassemblant 81 896 habitants (2014).

## Géographie

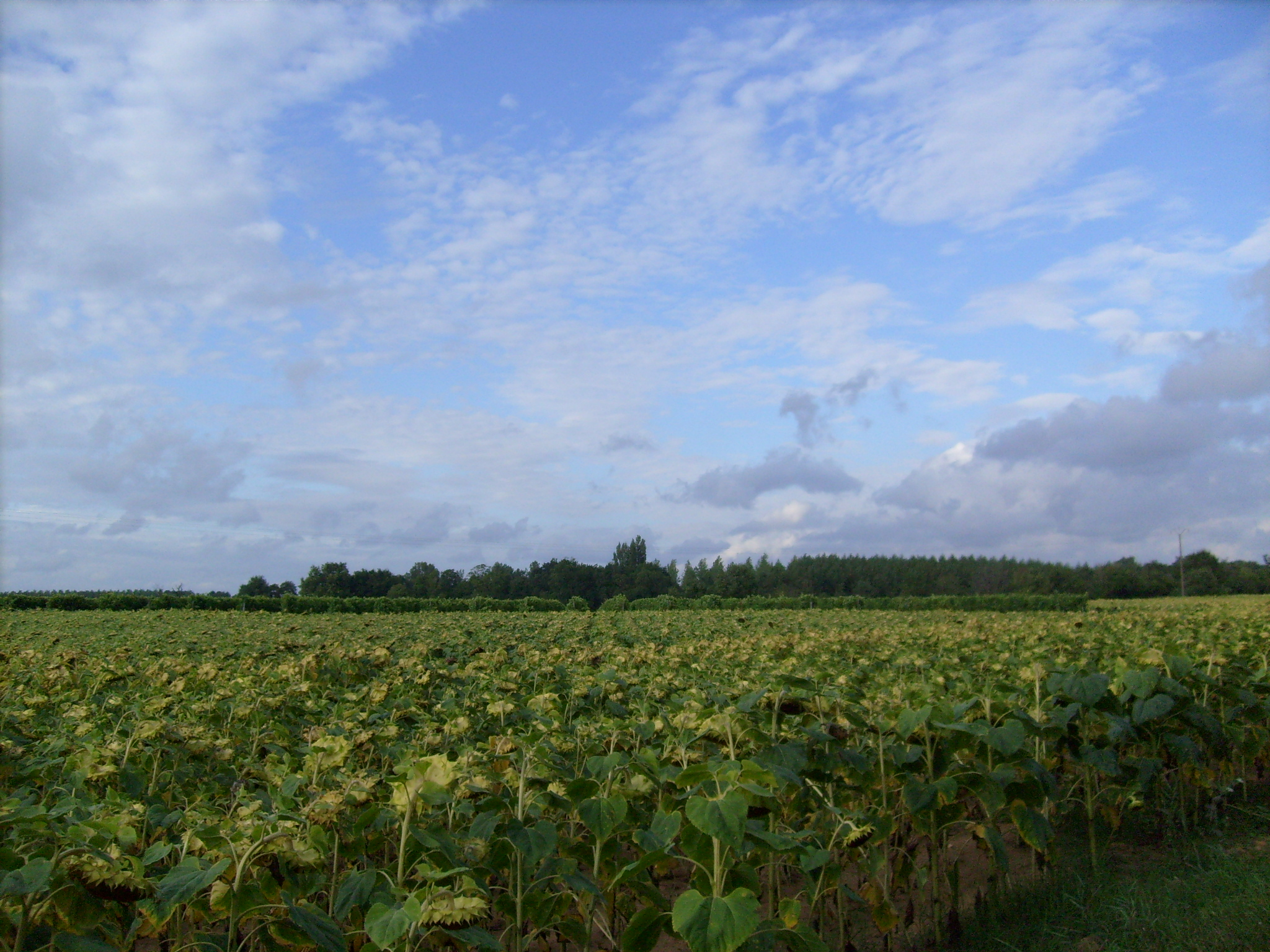
Espaces et champs cultivés à Saint-Romain-de-Benet.

La commune de Saint-Romain-de-Benet est située au Sud-Ouest du département de la Charente-Maritime, dans l'ancienne province de Saintonge. Appartenant au midi atlantique, elle peut être rattachée à deux grands ensembles géographiques, le Grand Ouest français et le Grand Sud-Ouest français.
Le territoire communal, d'une superficie de 3 278 hectares, forme un plateau où alternent espaces cultivés et domaines forestiers, héritage de l'ancienne forêt de Baconnais, qui s'étendait des rives de la Charente à celles de la Seudre au Moyen Âge. Un mince cours d'eau, le Griffarin, traverse une partie du territoire communal. Celui-ci a donné son nom à l'un des principaux écarts de la commune.
La commune est une des étapes d'un sentier de grande randonnée balisé, le GR 360.

### Communes limitrophes
| Sablonceaux           | Balanzac     | Corme-Royal |
| Saujon                | Saint-Romain | Pisany      |
| Le Chay, Corme-Écluse | Meursac      | Thézac      |

### Climat

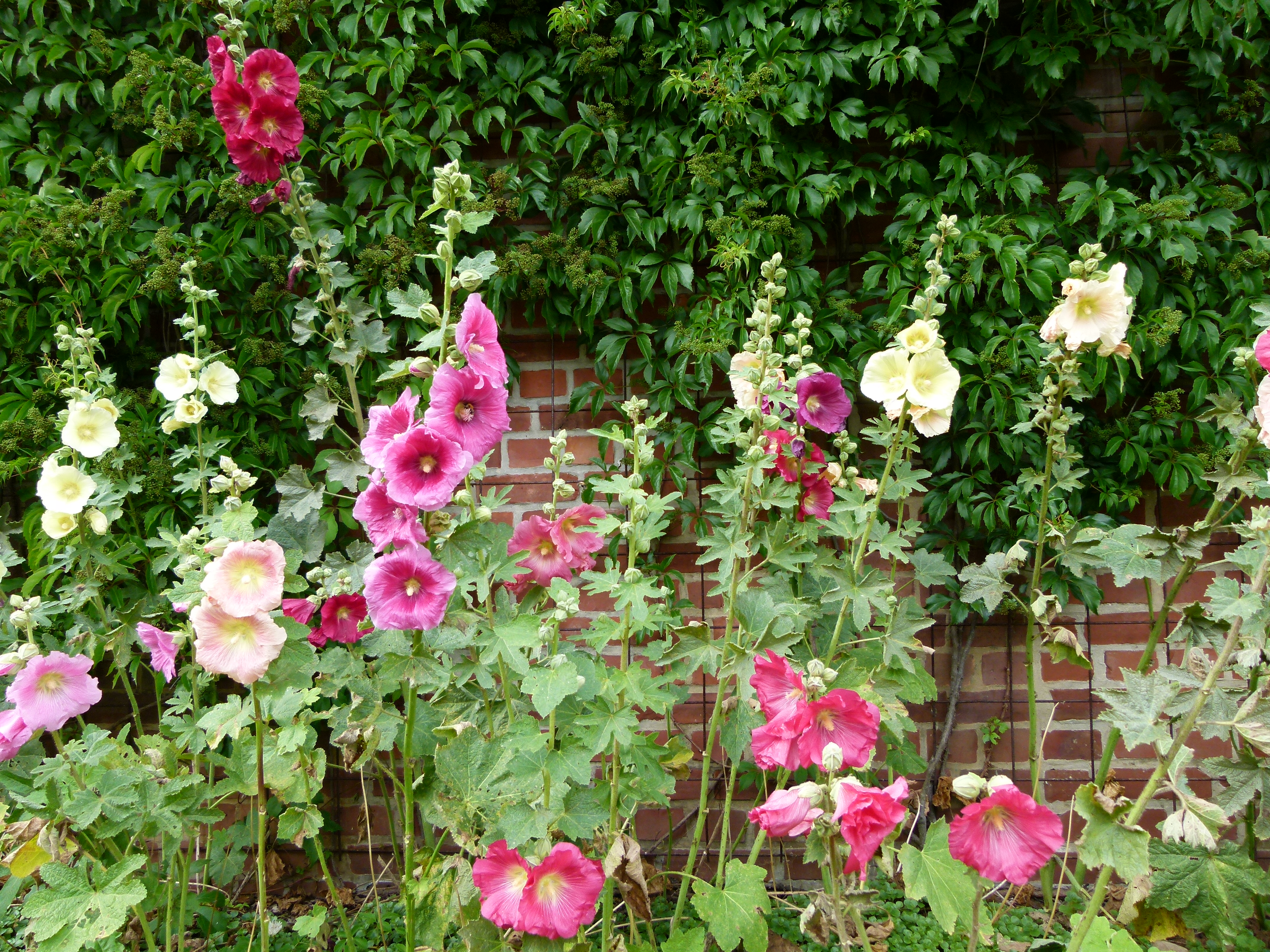
La rose trémière a trouvé dans la Saintonge et son climat particulièrement doux un terroir de prédilection.

Le climat dont bénéficie la Charente-Maritime est un climat océanique tempéré de type aquitain, marqué par un ensoleillement moyen assez important : avec 2 250 heures par an, il est comparable à celui que connaît une partie de la côte méditerranéenne. La pluviosité y est modérée, les précipitations ne dépassant pas 1 200 mm par an. Les températures, quant à elles, varient en moyenne de +5 °C en hiver à +20 °C en été.
Les régions littorales et une partie de leur frange continentale se caractérisent par un climat particulièrement doux en hiver, et rafraîchissant l'été, grâce aux influences océaniques perpétuellement en mouvement (brise marine). Ces conditions climatiques favorables, toujours soumises aux influences de l'océan Atlantique, ont favorisé un véritable microclimat de type sub-aquitain et l'existence d'une végétation déjà méridionale. Ainsi la flore se caractérise-t-elle par la présence étonnante de lauriers-roses, eucalyptus, agaves, etc.
Aux essences déjà méridionales du chêne vert (ou yeuse) et du ciste, s'ajoutent la présence de palmiers, figuiers, orangers et même oliviers. Il existe toutefois un contraste entre le littoral proprement dit, assez sec et ensoleillé et l'intérieur des terres, un peu plus humide. La pluviométrie passe ainsi de 750 mm sur le littoral à 950 mm dans la Haute-Saintonge.

#### Données générales
| Mois                              | jan. | fév. | mars | avril | mai  | juin | jui. | août | sep. | oct. | nov. | déc. | année |
| --------------------------------- | ---- | ---- | ---- | ----- | ---- | ---- | ---- | ---- | ---- | ---- | ---- | ---- | ----- |
| Température minimale moyenne (°C) | 3,4  | 2,8  | 5,4  | 7,4   | 10,7 | 13,7 | 15,8 | 15,7 | 13,7 | 10,5 | 6,3  | 3,9  | 9,2   |
| Température moyenne (°C)          | 5,9  | 6,9  | 8,7  | 11,1  | 14,3 | 17,5 | 19,8 | 19,6 | 17,8 | 14,2 | 9,4  | 6,6  | 12,7  |
| Température maximale moyenne (°C) | 8,5  | 9,9  | 12,1 | 14,7  | 17,9 | 21,3 | 23,8 | 23,5 | 21,8 | 18   | 12,6 | 9,2  | 16,1  |
| Ensoleillement (h)                | 84   | 111  | 174  | 212   | 239  | 272  | 305  | 277  | 218  | 167  | 107  | 85   | 2 250 |
| Précipitations (mm)               | 82,5 | 66,1 | 57   | 52,7  | 61,1 | 42,9 | 35,1 | 46,4 | 56,5 | 81,6 | 91,8 | 81,8 | 755,3 |

| Ville                 | Ensoleillement · (h/an) | Pluie · (mm/an) | Neige · (j/an) | Orage · (j/an) | Brouillard · (j/an) |
| --------------------- | ----------------------- | --------------- | -------------- | -------------- | ------------------- |
| Médiane nationale     | 1 852                   | 835             | 16             | 25             | 50                  |
| Saint-Romain-de-Benet | 2250                    | 755             | 4              | 13             | 26                  |
| Paris                 | 1 717                   | 634             | 13             | 20             | 26                  |
| Nice                  | 2 760                   | 791             | 1              | 28             | 2                   |
| Strasbourg            | 1 747                   | 636             | 26             | 28             | 69                  |
| Brest                 | 1 555                   | 1 230           | 6              | 12             | 78                  |
| Bordeaux              | 2 070                   | 987             | 3              | 32             | 78                  |

## Urbanisme

### Typologie
Au 1er janvier 2024, Saint-Romain-de-Benet est catégorisée commune rurale à habitat dispersé, selon la nouvelle grille communale de densité à 7 niveaux définie par l'Insee en 2022.
Elle est située hors unité urbaine. Par ailleurs la commune fait partie de l'aire d'attraction de Royan, dont elle est une commune de la couronne,. Cette aire, qui regroupe 26 communes, est catégorisée dans les aires de 50 000 à moins de 200 000 habitants,.

### Occupation des sols
L'occupation des sols de la commune, telle qu'elle ressort de la base de données européenne d’occupation biophysique des sols Corine Land Cover (CLC), est marquée par l'importance des territoires agricoles (78,1 % en 2018), en diminution par rapport à 1990 (80,4 %). La répartition détaillée en 2018 est la suivante : 
terres arables (53,6 %), zones agricoles hétérogènes (22,4 %), forêts (19,4 %), zones urbanisées (2,5 %), prairies (1,6 %), cultures permanentes (0,5 %). L'évolution de l’occupation des sols de la commune et de ses infrastructures peut être observée sur les différentes représentations cartographiques du territoire : la carte de Cassini (XVIIIe siècle), la carte d'état-major (1820-1866) et les cartes ou photos aériennes de l'IGN pour la période actuelle (1950 à aujourd'hui).

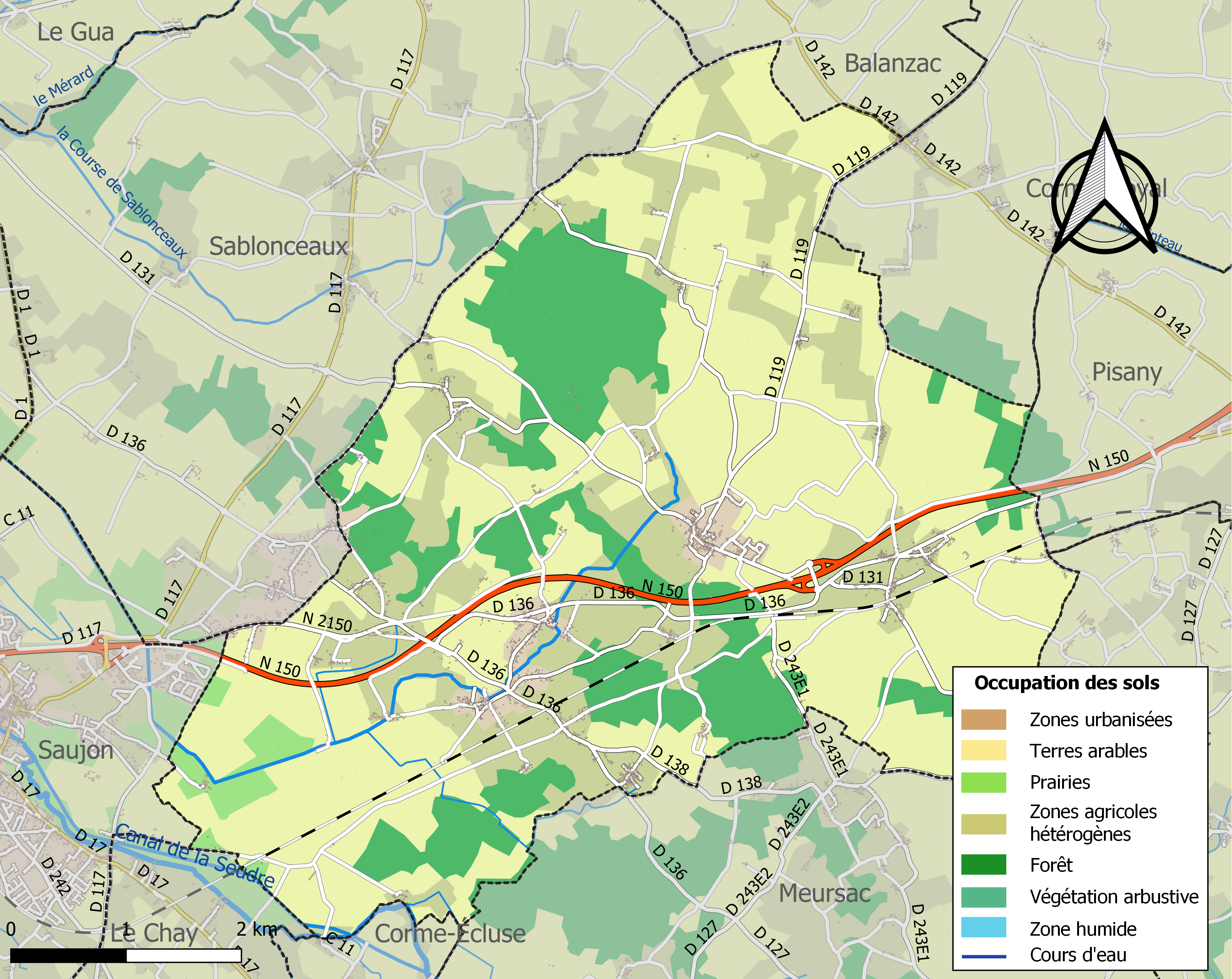
Carte des infrastructures et de l'occupation des sols de la commune en 2018 (CLC).

### Risques majeurs
Le territoire de la commune de Saint-Romain-de-Benet est vulnérable à différents aléas naturels : météorologiques (tempête, orage, neige, grand froid, canicule ou sécheresse), inondations, mouvements de terrains et séisme (sismicité faible). Il est également exposé à un risque technologique,  le transport de matières dangereuses. Un site publié par le BRGM permet d'évaluer simplement et rapidement les risques d'un bien localisé soit par son adresse soit par le numéro de sa parcelle.

#### Risques naturels
Certaines parties du territoire communal sont susceptibles d’être affectées par le risque d’inondation par débordement de cours d'eau, notamment la Seudre, le canal de Dercie à Pallud. La commune a été reconnue en état de catastrophe naturelle au titre des dommages causés par les inondations et coulées de boue survenues en 1982, 1993, 1999 et 2010,.

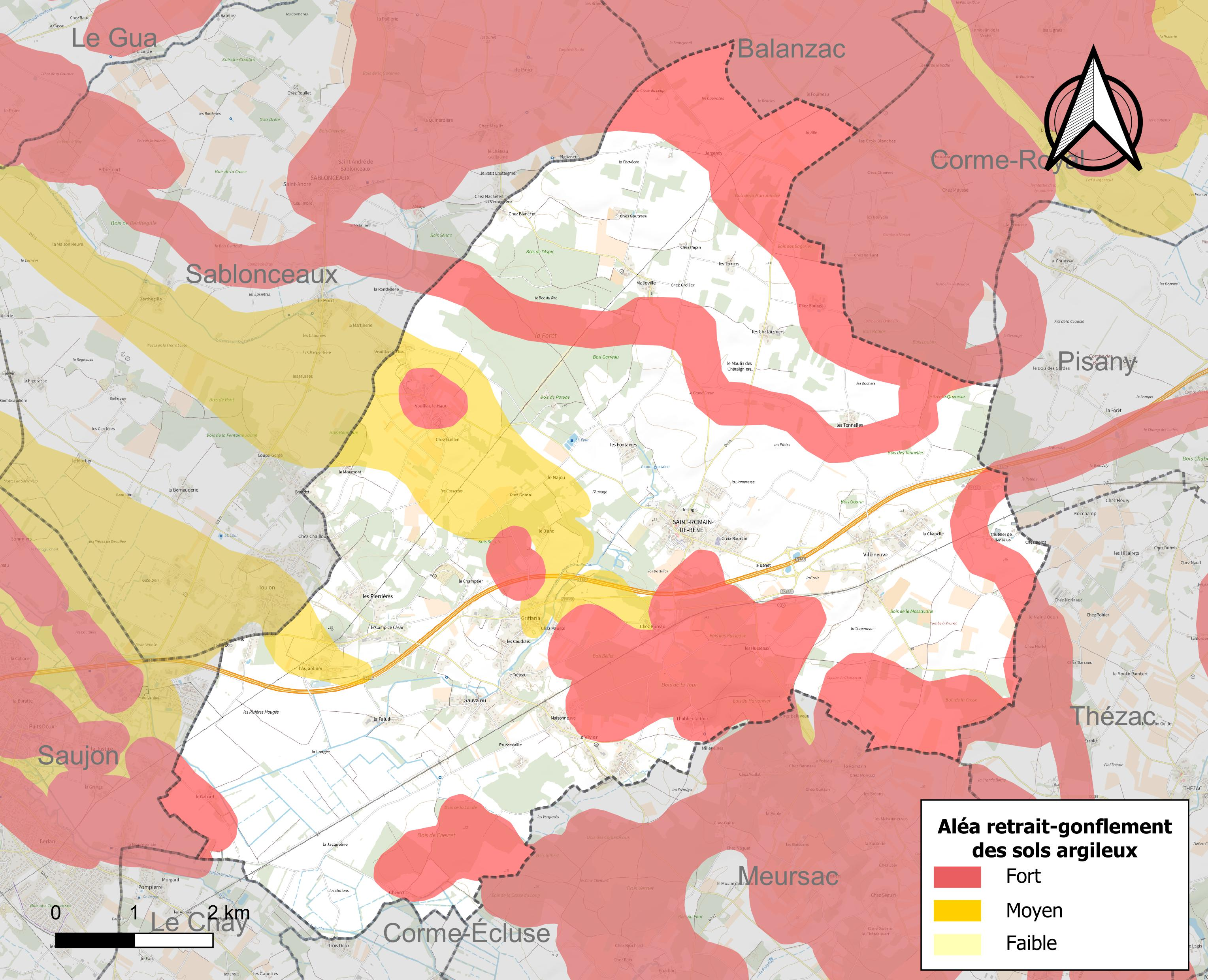
Carte des zones d'aléa retrait-gonflement des sols argileux de Saint-Romain-de-Benet.

Les mouvements de terrains susceptibles de se produire sur la commune sont des affaissements et effondrements liés aux cavités souterraines (hors mines) et des tassements différentiels. Par ailleurs, afin de mieux appréhender le risque d’affaissement de terrain, l'inventaire national des cavités souterraines permet de localiser celles situées sur la commune.
Le retrait-gonflement des sols argileux est susceptible d'engendrer des dommages importants aux bâtiments en cas d’alternance de périodes de sécheresse et de pluie. 38,8 % de la superficie communale est en aléa moyen ou fort (54,2 % au niveau départemental et 48,5 % au niveau national). Sur les 943 bâtiments dénombrés sur la commune en 2019,  206 sont en aléa moyen ou fort, soit 22 %, à comparer aux 57 % au niveau départemental et 54 % au niveau national. Une cartographie de l'exposition du territoire national au retrait gonflement des sols argileux est disponible sur le site du BRGM,.
Par ailleurs, afin de mieux appréhender le risque d’affaissement de terrain, l'inventaire national des cavités souterraines permet de localiser celles situées sur la commune.
Concernant les mouvements de terrains, la commune a été reconnue en état de catastrophe naturelle au titre des dommages causés par des mouvements de terrain en 1999 et 2010.

#### Risques technologiques
Le risque de transport de matières dangereuses sur la commune est lié à sa traversée par une ou des infrastructures routières ou ferroviaires importantes ou la présence d'une canalisation de transport d'hydrocarbures. Un accident se produisant sur de telles infrastructures est susceptible d’avoir des effets graves sur les biens, les personnes ou l'environnement, selon la nature du matériau transporté. Des dispositions d’urbanisme peuvent être préconisées en conséquence.

## Administration

### Liste des maires

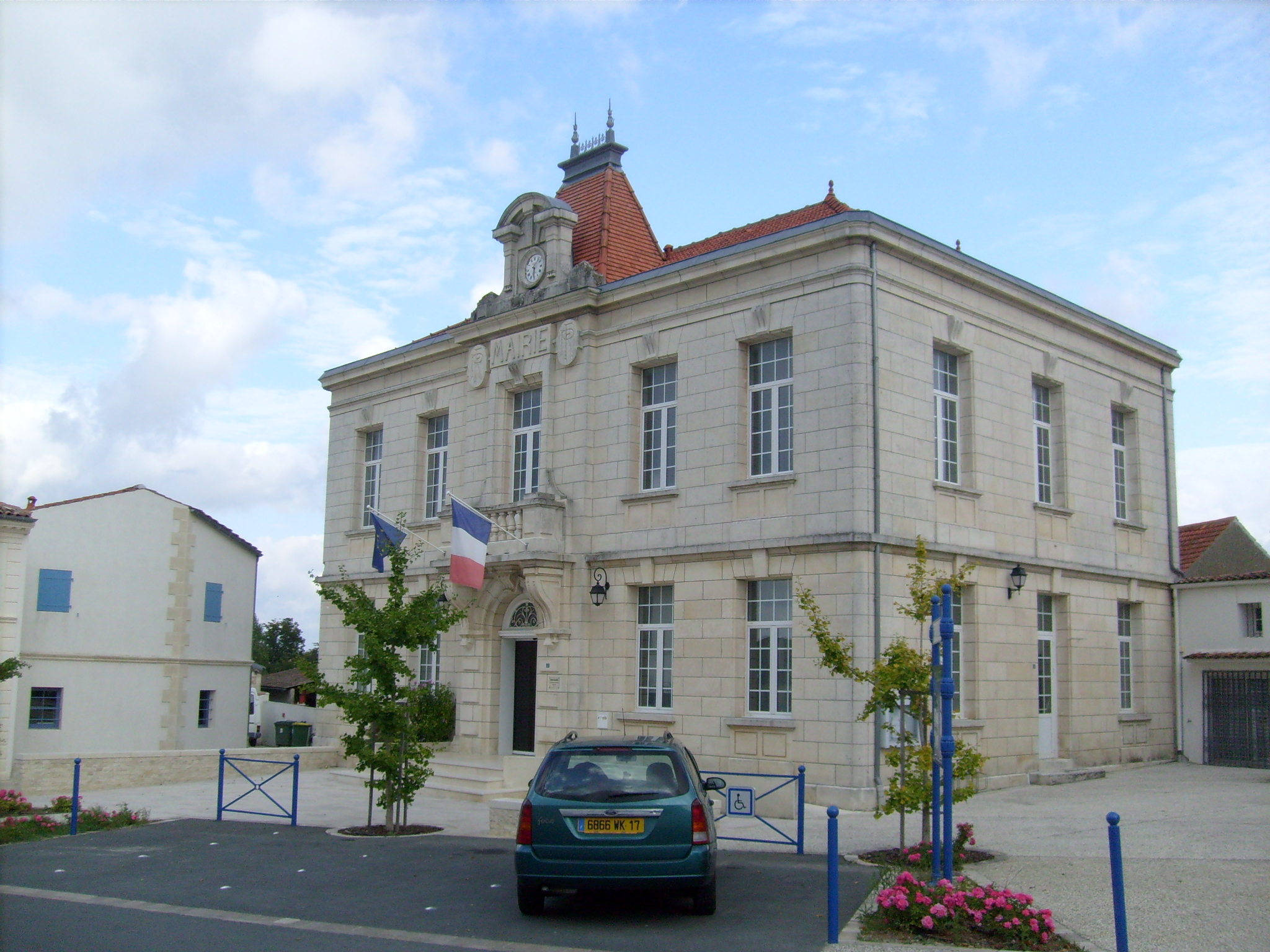
Mairie de Saint-Romain-de-Benet.

| Période                                  | Période  | Identité  | Étiquette | Qualité  |
| ---------------------------------------- | -------- | --------- | --------- | -------- |
| 1992                                     | En cours | Serge Roy | DVG       | Retraité |
| Les données manquantes sont à compléter. |          |           |           |          |

### Région
À la suite de la réforme administrative de 2014 ramenant le nombre de régions de France métropolitaine de 22 à 13, la commune appartient depuis le 1er janvier 2016 à la région Nouvelle-Aquitaine, dont la capitale est Bordeaux. De 1972 au 31 décembre 2015, elle a appartenu à la région Poitou-Charentes, dont le chef-lieu était Poitiers.

### Canton
Saint-Romain-de-Benet est l'une des neuf communes appartenant au canton de Saujon. Par son poids démographique, c'est la cinquième commune du canton après Saujon, Saint-Sulpice-de-Royan, Médis et Semussac.

### Intercommunalité
Saint-Romain-de-Benet appartient à la Communauté d'agglomération Royan Atlantique.

## Démographie

### Évolution démographique
L'évolution du nombre d'habitants est connue à travers les recensements de la population effectués dans la commune depuis 1793. Pour les communes de moins de 10 000 habitants, une enquête de recensement portant sur toute la population est réalisée tous les cinq ans, les populations de référence des années intermédiaires étant quant à elles estimées par interpolation ou extrapolation. Pour la commune, le premier recensement exhaustif entrant dans le cadre du nouveau dispositif a été réalisé en 2008.

En 2022, la commune comptait 1 777 habitants, en évolution de +4,47 % par rapport à 2016 (Charente-Maritime : +4,04 %, France hors Mayotte : +2,11 %).
| 1793  | 1800  | 1806  | 1821  | 1831  | 1836  | 1841  | 1846  | 1851  |
| ----- | ----- | ----- | ----- | ----- | ----- | ----- | ----- | ----- |
| 1 295 | 1 276 | 1 176 | 1 497 | 1 584 | 1 563 | 1 582 | 1 653 | 1 649 |

| 1856  | 1861  | 1866  | 1872  | 1876  | 1881  | 1886  | 1891  | 1896  |
| ----- | ----- | ----- | ----- | ----- | ----- | ----- | ----- | ----- |
| 1 652 | 1 716 | 1 669 | 1 636 | 1 679 | 1 624 | 1 488 | 1 416 | 1 361 |

| 1901  | 1906  | 1911  | 1921  | 1926  | 1931  | 1936  | 1946  | 1954  |
| ----- | ----- | ----- | ----- | ----- | ----- | ----- | ----- | ----- |
| 1 346 | 1 330 | 1 379 | 1 225 | 1 192 | 1 157 | 1 134 | 1 040 | 1 178 |

| 1962  | 1968  | 1975  | 1982  | 1990  | 1999  | 2006  | 2008  | 2013  |
| ----- | ----- | ----- | ----- | ----- | ----- | ----- | ----- | ----- |
| 1 164 | 1 130 | 1 064 | 1 157 | 1 244 | 1 374 | 1 567 | 1 622 | 1 678 |

| 2018  | 2022  | - | - | - | - | - | - | - |
| ----- | ----- | - | - | - | - | - | - | - |
| 1 724 | 1 777 | - | - | - | - | - | - | - |

### Pyramide des âges
La population de la commune est relativement âgée.
En 2018, le taux de personnes d'un âge inférieur à 30 ans s'élève à 28,2 %, soit en dessous de la moyenne départementale (29 %). À l'inverse, le taux de personnes d'âge supérieur à 60 ans est de 33,7 % la même année, alors qu'il est de 34,9 % au niveau départemental.
En 2018, la commune comptait 862 hommes pour 862 femmes, soit un taux de 50 % de femmes, largement inférieur au taux départemental (52,15 %).
Les pyramides des âges de la commune et du département s'établissent comme suit.
| Hommes | Classe d’âge | Femmes |
| ------ | ------------ | ------ |
| 2,0    | 90 ou +      | 3,9    |
| 8,4    | 75-89 ans    | 10,1   |
| 21,1   | 60-74 ans    | 21,8   |
| 21,7   | 45-59 ans    | 20,8   |
| 16,5   | 30-44 ans    | 17,4   |
| 13,1   | 15-29 ans    | 10,3   |
| 17,3   | 0-14 ans     | 15,7   |

| Hommes | Classe d’âge | Femmes |
| ------ | ------------ | ------ |
| 1,1    | 90 ou +      | 2,6    |
| 10,1   | 75-89 ans    | 12,6   |
| 22     | 60-74 ans    | 23,2   |
| 20,1   | 45-59 ans    | 19,7   |
| 16,1   | 30-44 ans    | 15,6   |
| 15,2   | 15-29 ans    | 12,7   |
| 15,4   | 0-14 ans     | 13,6   |

## Toponymie
La commune doit son nom au saint éponyme, Romain, à qui la paroisse avait été dédiée ; et à l'évolution régionale du latin benedictus en benet signifiant « béni ».
Durant la Révolution, la commune fut rebaptisée successivement La Réunion-du-Peuple, Romain-la-Tour, puis Romain-la-Fontaine, cette dernière appellation dérivant du toponyme d'une fontaine-lavoir en contrebas du bourg, nommée Les Fontaines'..

## Transports
Une ancienne gare de chemin de fer est implantée sur la commune. Elle fut en activité de 1881 à 1937, desservie par des trains de la ligne SNCF - Saintes - Royan.
Désaffectée, elle est occupée depuis Juillet 2010 par l'association Mouvement Emmaüs.

## Histoire
Le site de la commune semble avoir été habité depuis la période néolithique, ce qu'attestent des fouilles effectuées au XIXe siècle, de même que des photographies aériennes. La voie romaine reliant les cités de Mediolanum Santonum (Saintes) et celle de Novioregum (Barzan) passait à proximité de la Pirelonge, et il est permis de penser qu'un village, ou du moins une villa, existait à proximité. Un camp militaire, dit « de César », situé à proximité du village actuel, a laissé quelques vestiges, classés monuments historiques le 12 juillet 1886. De l'époque médiévale subsistent une motte féodale, comprenant les fondations d'un ancien donjon, localisé au lieu-dit « Toulon ». Le site est décrit précisément en 1902 dans une notice de l'ingénieur Charles Fernand Lasne publiée dans le Recueil de la Commission des Arts et Monuments Historiques de la Charente-Inférieure. Le village semble avoir traversé le temps sans qu'aucun événement majeur ne vienne entraver son développement, si ce n'est l'incendie de son église au Moyen Âge et quelques excès, dus aux guerres et à la Révolution. Le XIXe siècle est une époque de relative prospérité économique : des moulins et trois tanneries sont implantées dans le village, tandis que les infrastructures communales sont développées. Une mairie est édifiée en 1901, le monument aux morts, en 1922. Le général Leclerc passera quelques heures dans le village, au moment de la libération de Royan, en 1945. Le village, situé à égale distance des villes de Saintes et de Royan, est aujourd'hui un bourg paisible, dont la topographie est en cours de modification depuis quelques années, à la suite des travaux de construction de la nouvelle rocade, qui permet de relier plus rapidement les villes voisines.

## Lieux et monuments

### Église Saint-Romain

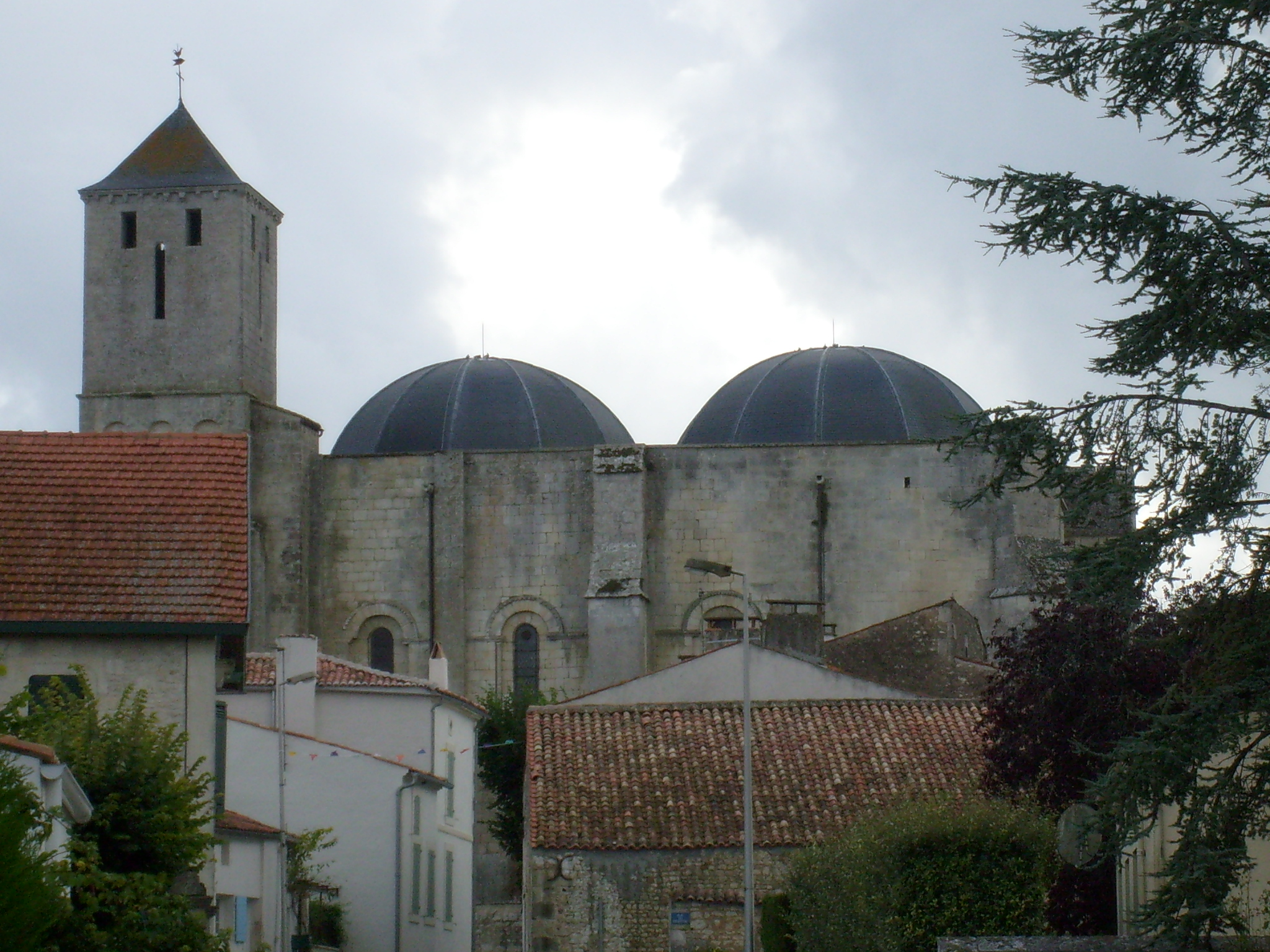
L'église "Saint-Romain" et sa file de coupoles.

Cet édifice d'aspect assez atypique est issu de plusieurs campagnes de reconstructions, qui s'étalèrent sur près de huit siècles. Si la première pierre du sanctuaire fut posée au XIIe siècle, celui-ci sera gravement endommagé à la suite d'un incendie, survenu à la fin du Moyen Âge. Rebâti à l'économie, le monument n'est pas loin de s'effondrer sur les fidèles lorsqu'il est décidé, vers le XVIIe siècle, de le remettre en état. Saccagée durant la révolution, l'église restera en chantier durant une large partie du XIXe siècle, époque à laquelle on remplace les voûtes du chœur, avant de surélever le clocher roman en 1830. La façade, imitant le style roman est en fait édifiée en 1883. Celle-ci est percée d'un oculus, surmontant un portail dépourvu d'ornements. 

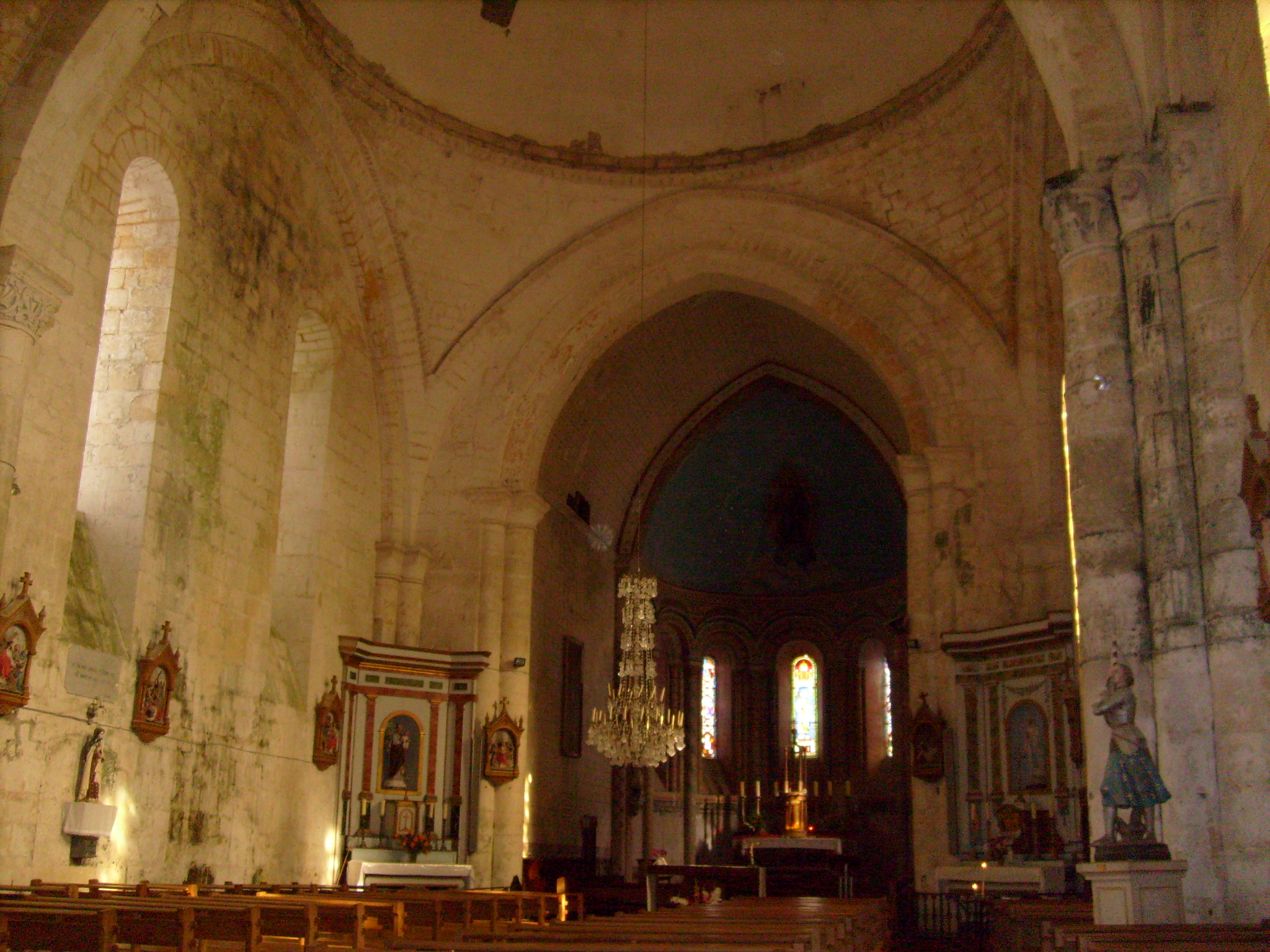
L'intérieur de l'église "Saint-Romain".

L'élément caractéristique de cette église est sa file de coupoles, édifiées en 1901, et laissées apparentes. Avec des travaux supervisés par l'ingénieur Charles Fernand Lasne, construites en mortier de ciment, elles donnent à l'édifice de faux airs orientaux.
Le sanctuaire, qui devait être à l'origine en forme de croix latine, n'a conservé de sa structure originelle qu'une nef formée de quatre travées, prolongée par un chœur en cul-de-four, lequel est percé de sept baies. Huit demi-colonnes, réparties le long de l'abside, tiennent lieu de contreforts. Le clocher, qui conserve dans sa partie inférieure une série d'arcatures romanes, est percé de trois minces ouvertures dans sa partie supérieure, selon une disposition que l'on retrouve à l'église de Berneuil, à quelques dizaines de kilomètres.
L'intérieur conserve un mobilier datant principalement du XIXe siècle. Plusieurs statues en plâtre, de facture assez naïve, sont visibles dans la nef : elles représentent notamment Saint Michel et Jeanne d'Arc. L'abside, en cul-de-four, est ornée de peintures murales représentant un christ en majesté. À l'entrée de la nef, sur le côté gauche, un chapiteau daté du XIIe siècle présente des motifs végétaux.
L'église est classée monument historique depuis le 10 avril 1921.

### La tour de Pirelonge

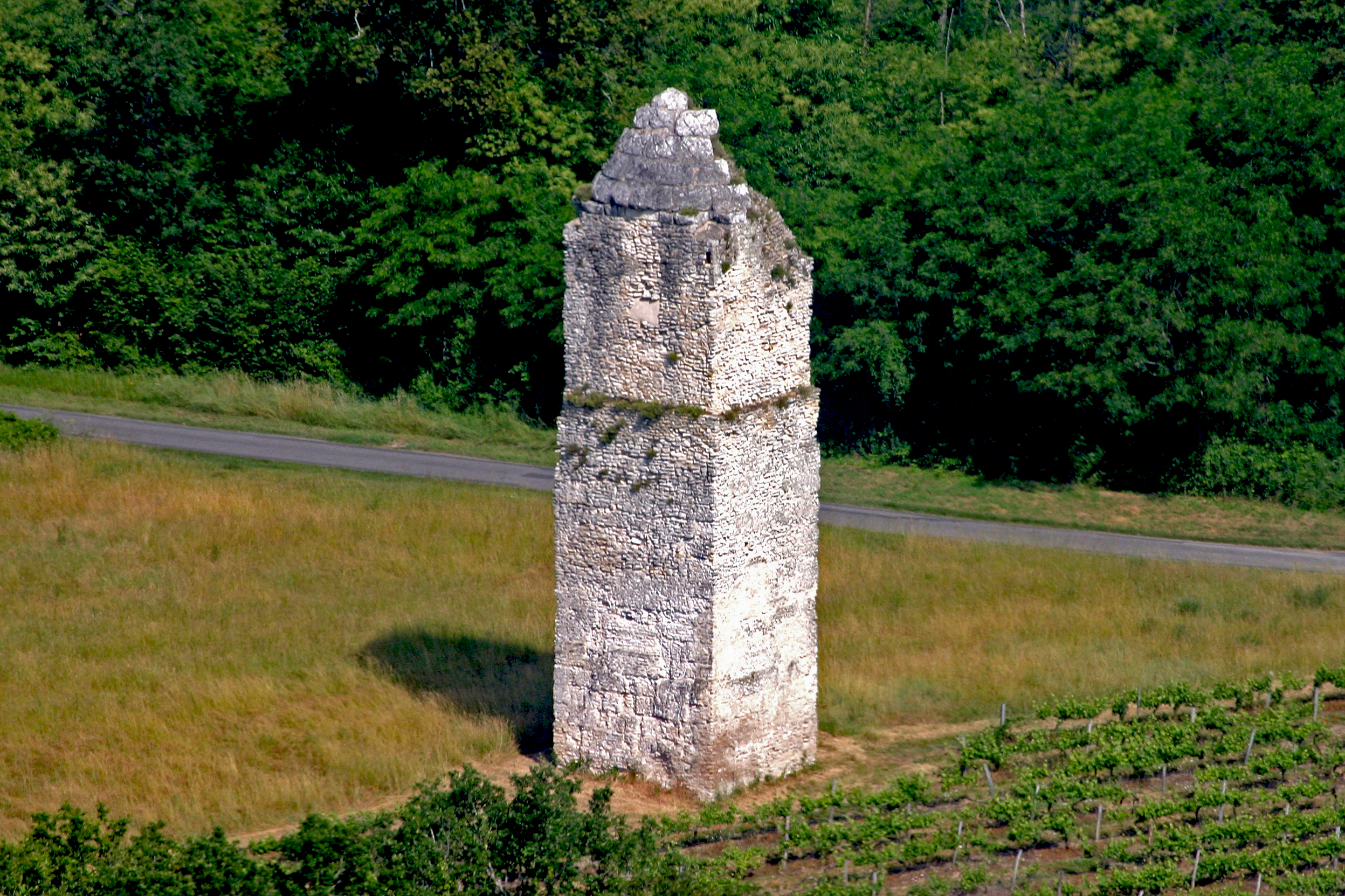
La tour de Pirelonge.

Cette tour, dont on ne sait s'il faut y voir un fanal, une borne ou un cénotaphe, fut édifiée à l'époque romaine. C'est un des monuments de ce type parmi les mieux conservés du département, qui en compte deux autres : l'un à Ébéon, l'autre à Aumagne. La tour de Pirelonge, parfois orthographiée Pirelongue, est classée monument historique depuis 1840.

### Hameau de Pirelonge
Ce hameau composé de cinq anciennes fermes est devenu un écomusée de la vie et des traditions rurales saintongeaises. On peut y visiter un musée consacré à la distillation des alcools de la région, le cognac et son dérivé, le pineau des Charentes, mais également un musée consacré au parfums et aux huiles essentielles. En effet, le hameau est entouré de champs de lavande et de lavandin qui sont utilisés pour leur confection. Enfin, un musée est également consacré à l'imprimerie.

### Fontaine-lavoir
Cette fontaine-lavoir fut probablement aménagée au cours du XVIIIe siècle. Elle se compose de deux bassins distincts, entourés de murs de pierre. L'un servait de lavoir, l'autre de bassin pour rouir le chanvre.

### Le monument dédié à Madame Minal

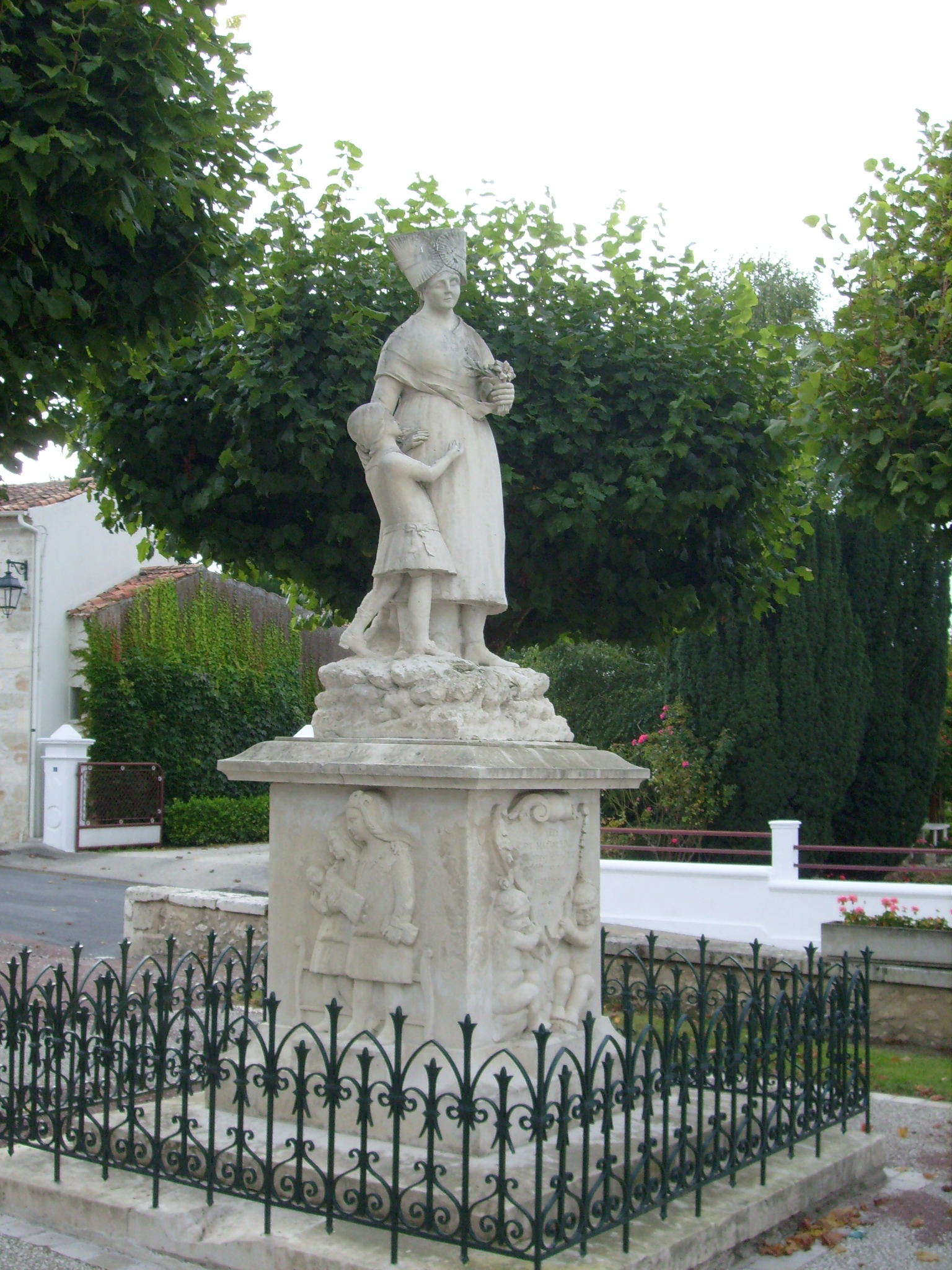
Le monument à Mme Minal.

Cette statue en calcaire de Thézac fut édifiée en 1924, afin de rendre hommage à une importante personnalité communale du début du XXe siècle, Mme Minal, décédée en 1917. Celle-ci fut à l'origine d'actions en faveur des démunis, ainsi que pour l'éducation des enfants, et tout particulièrement des jeunes filles.
Elle créa la Fête des Rosières, célébration au cours de laquelle deux jeunes filles jugées méritantes sont mises à l'honneur. Cette tradition se perpétue toujours, chaque deuxième dimanche de juin. La statue située sur le parvis de l'église la représente en costume traditionnel, un bouquet de fleurs à la main, un jeune enfant accroché aux plis de sa robe.

### Le Logis de la Chapelle
Cette bâtisse, presque entièrement reconstruite au XIXe siècle, tire son nom d'une ancienne commanderie de templiers, qui fut démolie à la Révolution. Celle-ci comportait un logis, plusieurs dépendances, ainsi qu'une chapelle, dédiée à Saint Blaise. L'actuel bâtiment, qui comprend encore un mur datant du XVe siècle, est une maison bourgeoise comportant trois niveaux. La porte d'entrée est surmontée d'un fronton.

### Ruines d'un camp romain
Au hameau de Toulon, situé près de Saujon, se trouvent les ruines d'un castrum (ou camp romain) couramment appelé « camp de César ». Ce camp, bâti sur une hauteur, daterait du Ier siècle, et aurait notamment abrité un temple et un donjon. Les vestiges de ce lieu sont inscrits à l'inventaire des monuments historiques,.

## Équipements et services

### Enseignement
Cette commune possède une école maternelle et primaire.

### Santé
La commune possède un pôle santé kinésithérapeute, infirmier.

## Personnalités liées à la commune
- Fernand Godeau (1867-1949), acteur français, y est né
- Henri Mignet (1893-1965), concepteur d'avions léger, y a vécu